# Jan Kuchař (odbojář)
Jan Kuchař (8. ledna 1888 Kopřivnice – 2. dubna 1942 Koncentrační tábor Mauthausen) byl československý legionář, pedagog, odbojář a oběť nacismu.

## Život
Jan Kuchař se narodil 8. ledna 1888 v Kopřivnici. Vystudoval učitelský ústav a začal působit jako učitel na I. obecné škole chlapecké v Prostějově. Po vypuknutí první světové války byl povolán do c. a k. armády a odeslán na italskou frontu, kde v prostoru Col de Rosso padl jako příslušník 31. zeměbraneckého pěšího pluku v hodnosti praporčíka do zajetí. Do Československých legií se přihlásil 28. srpna 1918, zařazen byl o čtyři dny později. Působil v 35. pěším pluku, dosáhl hodnosti poručíka. Po návratu do Československa se věnoval profesi pedagoga a to opět na I. obecné škole chlapecké v Prostějově, kde dosáhl pozice řídícího učitele. Jeho manželkou byla Růžena Kuchařová, ředitelka měšťanské školy v Prostějově. Manželům se narodily dcery Vlasta a Libuše a syn Jan. Jan Kuchař byl činný v politice, byl okresním důvěrníkem Československé strany národně socialistické a za tuto stranu byl v roce 1937 zvolen obecního zastupitelstva v Prostějově. Byl členem prostějovské školní rady a dopisovatelem periodik Rozvaha a Nový pokrok. Po německé okupaci vstoupil do protinacistického odboje jako člen organizace Petiční výbor Věrni zůstaneme, pro kterou se podílel na distribuci časopisu V boj. Na popud Františka Krátkého se společně s dalšími pokoušel obnovit v regionu činnost Obrany národa postižené německými represemi. Za svou činnost byl 16. prosince 1941 zatčen gestapem, dne 19. ledna 1942 v Brně stanným soudem odsouzen k trestu smrti a následně převezen do koncentračního tábora Mauthausen. Zde 2. dubna 1942 za nevyjasněných okolností zahynul.

## Posmrtná ocenění
- Janu Kuchařovi byl v roce 1946 in memoriam udělen Československý válečný kříž 1939
- Janu Kuchařovi byl in memoriam udělen Pamětní odznak druhého národního odboje II. stupně
- Po Janu Kuchařovi byla v severní části Prostějova pojmenována jedna z ulic